# مورجونجيوري
مورجونجیوري، (بالإنجليزية: Morgongiori)‏، (سردينيا: Mragaxòri) هي بلدية، في مقاطعة أوريستانو في منطقة سردينيا الإيطالية، وتقع على بعد حوالي 70 كم (43 ميل) شمال غرب كالياري، وحوالي 25 كم (16 ميل) جنوب شرق أوريستانو، على المنحدرات الجنوبية ل مونتي ارسي.

## السكان
في سنة 1861 بلغ عدد السكان 948 نسمة، وتطور العدد ليصل في سنة 2011 لـ 777 نسمة.
يظهر هذا المخطط البياني تطور النمو السكاني لـ مورجونجيوري